# Fred Allen
Fred Allen (31 de mayo de 1894-17 de marzo de 1956) fue un humorista estadounidense cuyo programa radiofónico (1934-1949) le convirtió en uno de los más populares de la llamada Era Clásica de la radio americana. Se hizo famoso por sus números con el actor Jack Benny. Sus interpretaciones influyeron en humoristas tales como Stan Freberg.

## Infancia
Su verdadero nombre era John Florence Sullivan, y nació en Cambridge (Massachusetts), en una familia católica irlandesa. Su madre, Cecilia Herlihy Sullivan, falleció por una neumonía cuando él tenía tres años de edad. Su padre, James Henry Sullivan, tuvo problemas con el alcohol a causa de la muerte de su mujer, por lo que Allen recibió el cuidado de una tía materna, con la que decidió permanecer una vez su padre se casó de nuevo.

## Vodevil
Al principio de su carrera, mientras trabajaba en una librería y en una compañía de pianos, Allen empezó a actuar en funciones nocturnas de aficionados, tomando el nombre artístico de Fred St. James. Más adelante pudo abandonar sus trabajos y dedicarse al vodevil, interpretando números de humor y malabarismo. Empezó a hacer giras y, finalmente, decidió cambiar su nombre artístico por el de Fred Allen.
Sin embargo, el ingenio de Allen no era el adecuado para el público del vodevil, por lo que tras una actuación fallida, abandonó el espectáculo.

## Broadway
Allen dejó el vodevil y pasó a trabajar en producciones teatrales de los Hermanos Shubert tales como The Passing Show en 1922. El espectáculo permaneció diez semanas en el Teatro Winter Garden de Broadway. En esa obra conoció a una de las coristas, Portland Hoffa, con la que se casó.
Consiguió buenas críticas por su trabajo cómico en varias de las producciones en las que participó, particularmente Vogues y Greenwich Village Follies. También escribió una columna humorística para Variety llamada "Near Fun." 

## Radio
El primer contacto de Fred Allen con la radio llegó cuando él y su esposa actuaron en el programa radiofónico WLS Showboat, de una emisora de Chicago. Más tarde, el matrimonio consiguió actuar en el programa musical de Arthur Hammerstein Polly. En el programa también actuaba un joven Cary Grant. Otros de los programas en los que participó fueron The Little Show (1929-30) y Three's a Crowd (1930-31), y a partir de ese momento ya empezó su dedicación a la radio a tiempo completo. 

### "It'sTown Hall Tonight!"
Allen presentó The Linit Bath Club Revue en la CBS, llevando después el programa a la NBC, con el nombre de The Salad Bowl Revue. El show cambió el nombre a The Sal Hepatica Revue (1933-34), The Hour of Smiles (1934–35) y, finalmente, Town Hall Tonight (1935–40). El perfeccionismo de Allen fue el motivo por el cual cambió de patrocinador a menudo, hasta que Town Hall Tonight le permitió asentarse como una estrella radiofónica.
El programa, de una hora de duración, influyó en otros shows de la radio y, mucho después, en la televisión. Sátiras como "Laugh-In Looks at the News", del programa Rowan and Martin's Laugh-In o "Weekend Update", de Saturday Night Live, deben su génesis a "The News Reel", radiado en Town Hall Tonight, más adelante conocido como "Town Hall News". 
Los números de "Mighty Carson Art Players" en el programa The Tonight Show Starring Johnny Carson tienen su origen, incluyendo su nombre, en los Allen's Mighty Allen Art Players. Allen y compañía también satirizaron comedias musicales y filmes populares del momento, incluyendo especialmente Oklahoma!. Allen también hacía interpretaciones semi-satíricas de vidas de famosos — incluyendo la suya propia.
Town Hall Tonight fue el programa radiofónico de una hora de duración más tiempo emitido en la historia de la radio clásica. En 1940 Allen volvió a la CBS con un nuevo patrocinador y un nuevo nombre para el programa, Texaco Star Theater, y hacia 1942 se vio forzado a reducir el formato a un show de media hora y a trabajar con invitados de mayor fama que los usuales. 
A causa de problemas de hipertensión, dejó el trabajo durante un año, volviendo en 1945 con The Fred Allen Show, en la cadena NBC. Los patrocinadores fueron Blue Bonnet Margarine, Tenderleaf Tea y Ford Motor Company. Allen hizo unos pocos cambios en el programa, siendo uno de ellos contratar a las cantantes DeMarco Sisters. 

### Allen's Alley
El cambio más duradero se estrenó el 6 de diciembre de 1942, y fue la constitución del "Allen's Alley" (Callejón de Alley), inspirado en las columnas periodísticas escritas por O. O. McIntyre (1884-1938), uno de los más populares columnistas de la década de 1930.
En "Allen's Alley", Allen trabajaba junto a su esposa. En el programa se trataba desde un punto de vista humorístico temas populares como el racionamiento de combustible, atascos de tráfico, los Premios Pulitzer, etc. Tuvo pocos cambios en sus primeras entregas. Hubo diversos personajes, interpretados por John Brown, J. Scott Smart, Charlie Cantor) y Alan Reed. En 1945 tres miembros intervenían en casi todos los programas: Parker Fennelly, Minerva Pious y Peter Donald. El 5 de octubre de 1945 se sumó al reparto Kenny Delmar. El personaje de Delmar, el senador Claghorn, se convirtió en uno de los personajes líderes del medio radiofónico. Claghorn sirvió como modelo para el personaje de dibujos animados de Warner Bros. Gallo Claudio.
Aunque tenía a un equipo de guionistas que incluía al futuro autor de El motín del Caine, Herman Wouk, el principal escritor de la serie era el mismo Allen.
Sin embargo, en 1948 la suerte de Fred Allen cambió bruscamente. En 1946-47 tenía el programa radiofónico líder de audiencia. Gracias en parte al temor de la NBC en que sus estrellas se unieran a Jack Benny y pasaran a la CBS, Allen consiguió un nuevo contrato más lucrativo.
Allen perdió su primacía un año después, no a manos de un talento de la CBS , sino de la ABC. El programa, Stop the Music, presentado por Bert Parks, requería que los oyentes participaran en directo por vía telefónica. El show se convirtió en un gran éxito y Allen perdió su liderazgo en la audiencia del domingo por la noche. 
En esa época también se vivía el ascenso de la TV como medio de comunicación, y Allen llegó a ser el número 38 de la audiencia. Por entonces había modificado nuevamente el show, con diferentes en los números y en los personajes de "Allen's Alley". Dejó la radio nuevamente en 1949, al final de la temporada. Cuando NBC declinó renovar su contrato, decidió tomar un año sabático por motivos de salud. Sin embargo, pasado ese año Allen ya no volvió a presentar un programa radiofónico a tiempo completo.

### La disputa
Buenos amigos en la vida real, Fred Allen y Jack Benny involuntariamente crearon un gag en 1937, en el cual cada uno disputaba con el otro desde su propio programa. El tira y afloja entre ellos consiguió tanto éxito que ambos continuaron con el mismo a lo largo de una década. 
La disputa Allen-Benny fue el diálogo más recordado y de mayor duración de la historia radiofónica. La pareja llegó incluso a actuar junta en el cine, con filmes como Love Thy Neighbor (1940) y It's in the Bag! (1945), único título que Allen protagonizó, y en el cual actuaban William Bendix, Robert Benchley, y Jerry Colonna. 
Algunos de los mejores momentos del duelo involucraba a Al Boasberg, buen guionista de comedias, aunque raramente consiguió el reconocimiento por parte del público.
A partir de 1941 moderaron el gag, pero el 26 de mayo de 1946 lo llevaron a su clímax con un número en el que satirizaban los programas concursos. Finalmente, en el último show de Allen, él y Benny hicieron un número más.
Benny incluso utilizó la disputa en su programa televisivo, describiendo a Benny y Allen rivalizando por los favores de los patrocinadores.

### Carrera radiofónica final
Tras la finalización de su programa, Allen se convirtió en un invitado regular en el espacio de la NBC The Big Show (1950–1952), presentado por Tallulah Bankhead. Intervino en 24 de las 57 entregas del programa, incluyendo el inaugural, demostrando que no había perdido su característico ingenio. En algunos aspectos, The Big Show se inspiraba en el viejo programa de Allen: el antiguo presentador de Texaco Star Theater, Jimmy Wallington, era uno de los presentadores de The Big Show's, y Portland Hoffa hizo también varias actuaciones. 

## Televisión
Allen intentó hacer tres proyectos televisivos que tuvieron una corta vida, incluyendo una adaptación de "Allen's Alley" al nuevo medio. Los otros dos eran concursos. Uno de ellos, Judge For Yourself (subtitulado "The Fred Allen Show") era un concurso que incorporaba números musicales. 
Allen finalmente trabajó durante dos años como panelista en el concurso de la CBS What's My Line? (Adivine su vida) desde 1954 hasta su muerte en 1956. 

## Fallecimiento
Allen también trabajó en sus últimos años como columnista y humorista en prensa. Escribió Treadmill to Oblivion (en 1954, recordando sus años en la radio y la televisión) y Much Ado About Me (en 1956, sobre su infancia y sus años en el vodevil y Broadway). El primero de los libros fue uno de los más vendidos acerca de la época clásica de la radio. Pero antes de finalizar el último capítulo del segundo, Allen sufrió un infarto agudo de miocardio que le causó la muerte a los 61 años de edad. Su muerte sucedió en la ciudad de Nueva York. Allen está enterrado en el Cementerio Gate of Heaven, en Hawthorne, 
Fred Allen tiene dos estrellas en el Paseo de la Fama de Hollywood: una por su trabajo en la radio en el 6709½ de Hollywood Boulevard. Y otra por su actividad televisiva en el 7021 de la misma vía. Así mismo, Fred Allen fue incluido en el Radio Hall of Fame en 1988.

## Audio
- OTR Network Library: The Fred Allen Show (84 episodios)
- Biography in Sound: "A Portrait of Fred Allen" (May 29, and December 18, 1956)